# Монтеджоко
Монтеджоко (итал. Montegioco) — коммуна в Италии, располагается в регионе Пьемонт, в провинции Алессандрия.
Население составляет 312 человек (2008 г.), плотность населения составляет 57 чел./км². Занимает площадь 5 км². Почтовый индекс — 15050. Телефонный код — 0131.
В коммуне 15 августа особо празднуется Успение Пресвятой Богородицы. Покровителем коммуны почитается святой Фортунат (San Fortunato).

## Демография
Динамика населения:

## Администрация коммуны
- Официальный сайт: